# Derthona F.B.C. 1908
Derthona Foot Ball Club 1908, còn được gọi là Derthona, là một câu lạc bộ bóng đá Ý có trụ sở tại Tortona, Piedmont.

## Lịch sử
Câu lạc bộ được thành lập vào năm 1908. Tên của họ bắt nguồn từ tên Latin cho quê hương của họ, Tortona.
Trong khi vị trí hiện tại của đội là ở Serie D, câu lạc bộ đã đạt đến mức cao như Serie B, lần gần nhất là vào năm 1935.

## Màu sắc và huy hiệu
Màu sắc của đội là đen và trắng.

## sân vận động
Các trận đấu trên sân nhà được chơi tại sân vận động Fausto Coppi ở Tortona.